# Klagomuren (musikalbum)
Klagomuren är singer-songwritern Jonathan Johanssons tredje studioalbum, släppt den 31 oktober 2011 genom skivbolaget Hybris.
Albumet nominerades till tre grammis för Årets pop, Årets textförfattare och Årets Producent (Johan Eckeborn).

## Låtlista
1. "Intro"
2. "Stockholm"
3. "Centrum"
4. "Redan glömda"
5. "Blommorna"
6. "Under sjukhusen"
7. "Som om"
8. "Horoskop"
9. "Ingenting stort"
10. "Min ljusaste röst"